# No me mueve, mi Dios, para quererte

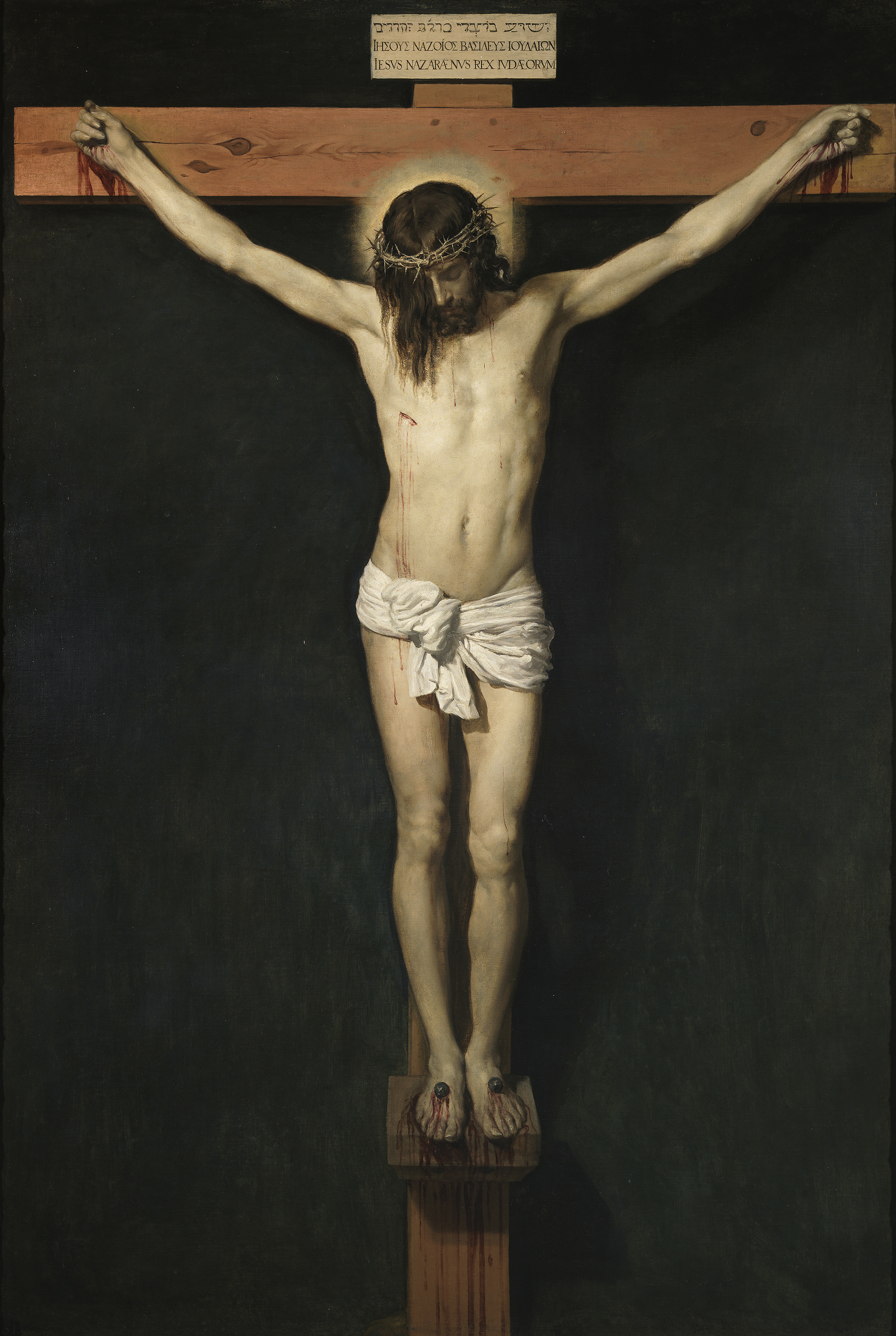
El Cristo crucificado de Diego Velázquez.

El Soneto a Cristo crucificado, també conegut pel seu vers inicial No me mueve, mi Dios, para quererte, és una de les joies de la poesia mística en castellà.

## Autoria
Hi ha controvèrsia sobre l'autoria d'aquest sonet. Dins les diverses teories, les més importants són les que l'atribuïxen a Juan de Ávila, i altres que l'atribuïxen a l'agustí Miguel de Guevara, que el va publicar en la seva obra Arte doctrinal y modo general para aprender la lengua matlazinga (1638), encara que també diversos erudits van atribuir-lo a Sant Ignasi de Loiola, Santa Teresa de Jesús, Lope de Vega, etc.
La primera versió publicada coneguda va ser en l'obra Vida del espíritu para saber tener oración con Dios (Madrid, 1628) del doctor madrileny Antonio de Rojas, però, de tota manera, ja circulava en forma manuscrita des de molt de temps abans d'aquesta edició.